# ザ・ケネルクラブ
ザ・ケネルクラブ（The Kennel Club、略称：KC）は、イギリスにある世界最古のケネルクラブ（畜犬団体）。1873年に純血種の犬籍管理などを統括する目的で設立された。毎年、世界的に有名なドッグショーの運営開催などを行っている。